# Michael E. Mann
Pour les articles homonymes, voir Mann.
Michael E. Mann est un climatologue et géophysicien américain, actuellement directeur du Earth System Science Center de l'université d'État de Pennsylvanie. Il a contribué à la compréhension scientifique du changement climatique en fonction de l'évolution de la température au cours du dernier millénaire et mis au point des techniques pour filtrer le bruit des données climatiques afin d'isoler des tendances significatives. Il est cofondateur et contributeur au blog en climatologie RealClimate.
En 2012, l'Union européenne des géosciences décrit ses publications comme « exceptionnelles pour un scientifique si jeune ».
Début 2019, il est récompensé par le Tyler Prize for Environmental Achievement.

## Biographie

### Jeunesse et éducation
Né en 1965, Micheal E. Mann est élevé à Amherst, dans le Massachusetts, où son père est professeur de mathématiques à l'université du Massachusetts. À l'école, il s'intéresse aux mathématiques, à la science et à l'informatique. En août 1984, il va à l'université de Californie, Berkeley où il étudie en physique et mathématiques appliquées. Durant sa deuxième année, il fait des recherches sur le comportement théorique des cristaux liquides et utilise la méthode de Monte-Carlo dans des simulations informatiques. À la fin de 1987, il rejoint une équipe de recherche sous Didier de Fontaine qui utilise une méthodologie similaire pour étudier les propriétés supraconductrices de l'oxyde mixte de baryum, de cuivre et d'yttrium des transitions entre les phases ordonnées et désordonnées. Il obtient un double baccalauréat (BSc) en 1989.
Mann rejoint l'université Yale pour l'obtention d'un doctorat en physique. Il reçoit d'abord sa maîtrise, puis un Master of Philosophy en physique en 1991. Son centre d'intérêt est la physique théorique de la matière condensée, mais son directeur de thèse le pousse vers un travail détaillé sur les semi-conducteurs. Il évalue ses options et il est impressionné par les cours du docteur Barry Saltzman sur la modélisation climatique et la recherche. Mann passe l'été de 1991 à aider un chercheur postdoctoral à simuler la période de pointe de la chaleur du Crétacé lorsque les niveaux de dioxyde de carbone étaient élevés, les fossiles indiquant le réchauffement maximal aux pôles.
Mann rejoint le département de géologie et de géophysique de Yale, obtenant un second Master of Philosophy en géologie et géophysique en 1993, sa thèse portant sur la variabilité naturelle et les oscillations climatiques. Il travaille avec le sismologue Jeffrey Park, et leur recherche conjointe adapte une méthode statistique pour identifier les oscillations sismologiques pour trouver diverses périodicités dans les données de température, la plus longue étant d'environ 60 à 80 ans. Le document Mann et Park, publié en décembre 1994, a abouti à des conclusions similaires à une étude développée en parallèle en utilisant une méthodologie différente et publiée en janvier de cette année, qui a trouvé ce qui a été appelé l'oscillation atlantique multidécennale,,.
En 1994, Mann participe en tant qu'étudiant diplômé à l'atelier inaugural du Projet de statistiques géophysiques du National Center for Atmospheric Research visant à encourager une collaboration active entre statisticiens, climatologues et scientifiques de l'atmosphère. Des statisticiens connus y participent, dont Grace Wahba et Arthur P. Dempster.
Tout en terminant sa recherche de doctorat, Mann rencontre Raymond S. Bradley, professeur de sciences du climat à l'université du Massachusetts et commence une collaboration avec lui et Park. Leurs recherches utilisent les données du paléoclimat des travaux antérieurs de Bradley et les méthodes que Mann a développées avec Park, pour trouver des oscillations de plus longue période dans les enregistrements. Les résultats montrant des oscillations mondiales de plusieurs décennies, voire centenaires, pendant les cinq derniers siècles sont publiés par Nature en novembre 1995,.
Une autre étude publiée en 1996 de Mann et Park soulève un problème technique mineur avec le modèle climatique de l'influence humaine sur le changement climatique utilisé. Dans le contexte de la controverse sur le deuxième rapport d'évaluation du GIEC, une ambiguïté des résultats dans le document est saluée par ceux qui s'opposent à l'action contre le changement climatique, et l'organisation conservatrice Precision in Media affirme que cette ambiguïté n'a pas été relevée en raison du biais médiatique. Mann défend au printemps 1996 sa thèse de doctorat sur une étude de l'interaction océan-atmosphère et de la variabilité de basse fréquence du système climatique ,. Il reçoit le prix Phillip M. Orville pour sa conférence exceptionnelle dans les sciences de la Terre l'année suivante. Il obtint son Phd en géologie et géophysique en 1998.

### Carrière
En 1999, Michael Mann obtient un poste de professeur adjoint au département des sciences de l'environnement de l'université de Virginie. Il quitte la Virginie en 2005 pour devenir professeur agrégé au département de météorologie (conjointement avec dans le département des géosciences et l'Institut de systèmes terrestres et environnementaux) à l'université d'État de Pennsylvanie, où il est également nommé directeur du Centre des sciences terrestres. Il est promu professeur titulaire en 2009 et professeur distingué de météorologie en 2013.
Mann s'intéresse à l'amélioration de la méthodologie des modèles de reconstructions des données paléoclimatiques à haute résolution : il est l'auteur principal avec Bradley et Hughes d'une étude de la variabilité à long terme dans les oscillations du sud d'El Niño et des télécorrélations connexes, publiée en 2000. Ses domaines de recherche incluent la détection du signal climatique, l'attribution du changement climatique et la modélisation du couple océan-atmosphère, l'élaboration et l'évaluation de méthodes d'analyse statistique et chronologique et la comparaison des résultats de la modélisation par rapport aux données.
Avant la publication de l'article « Global-scale temperature patterns and climate forcing over the past six centuries », Mann est nommé en tant que rédacteur du troisième rapport d'évaluation du GIEC. À la fin de 1998, il apprend qu'il a été choisi comme auteur principal du chapitre « Observations » du rapport du Groupe de travail I. Il travailla avec les nombreux auteurs contributeurs dans la préparation d'une évaluation de l'état des connaissances du dossier paléoclimatique, en commençant par solliciter les commentaires des principaux experts dans ce domaine. Mann est l'un des huit auteurs principaux du chapitre « Observation de la variabilité et du changement climatique » du rapport, travaillant avec les deux auteurs principaux de coordination pour le chapitre en 2001.
Plus récemment, ses domaines de recherche incluent les ouragans et les changements climatiques, ainsi que la modélisation climatique. Son travail comparant les résultats des modèles climatiques indique que le refroidissement des grands volcans n'a pas été pleinement démontré par la reconstruction de la variation du climat sur la croissance des cernes des arbres et il suggère que, dans les cas extrêmes, le refroidissement causé par des éruptions pourrait entraîner une croissance nulle et donc ne produire aucun cerne durant un an. Le résultat serait que les reconstructions des cernes des arbres pourraient sous-estimer la variabilité du climat. Il y a un débat scientifique sur la méthodologie et la validité de ces résultats.
Un document publié en avril 2014 par Mann et ses co-auteurs met au point une nouvelle méthode de définition de l'oscillation atlantique multidécennale (OAM) à la place d'une méthode problématique basée sur la déconnexion du signal climatique. Ils constatent que, au cours des dernières décennies, l'OAM était en phase de refroidissement, plutôt que de réchauffement, comme le pensaient les chercheurs. Ce refroidissement a contribué à un hiatus récent du réchauffement climatique dans les températures de surface et évoluerait vers un réchauffement de la surface dans la phase suivante de l'oscillation.

## Changements climatiques

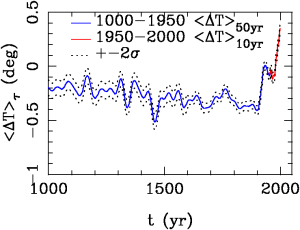
Courbe des températures dite en forme de « crosse de hockey ».

En tant qu'auteur principal de l'article « Global-scale temperature patterns and climate forcing over the past six centuries », publié en 1998 avec les co-auteurs Raymond S. Bradley et Malcolm K. Hughes, Mann utilise des techniques statistiques avancées pour trouver les variations régionales dans une reconstruction hémisphérique du climat au cours des 600 dernières années. En 1999, la même équipe utilise ces techniques pour produire une reconstruction au cours des 1 000 dernières années qui est baptisée « graphique en crosse de hockey » en raison de sa forme. Il est l'un des huit auteurs principaux du chapitre sur « le changement observé du climat et sa variabilité » du troisième rapport d'évaluation scientifique du Groupe intergouvernemental sur l'évolution du climat (GIEC) publié en 2001. Un graphique basé sur le document MBH99 est mis en évidence dans plusieurs parties du rapport et connaît une large diffusion. Le GIEC reconnaît que son travail, ainsi que celui des nombreux autres auteurs principaux et rédacteurs en chef, a contribué à l'attribution du prix Nobel de la paix à l'organisme en 2007, conjointement avec Al Gore.

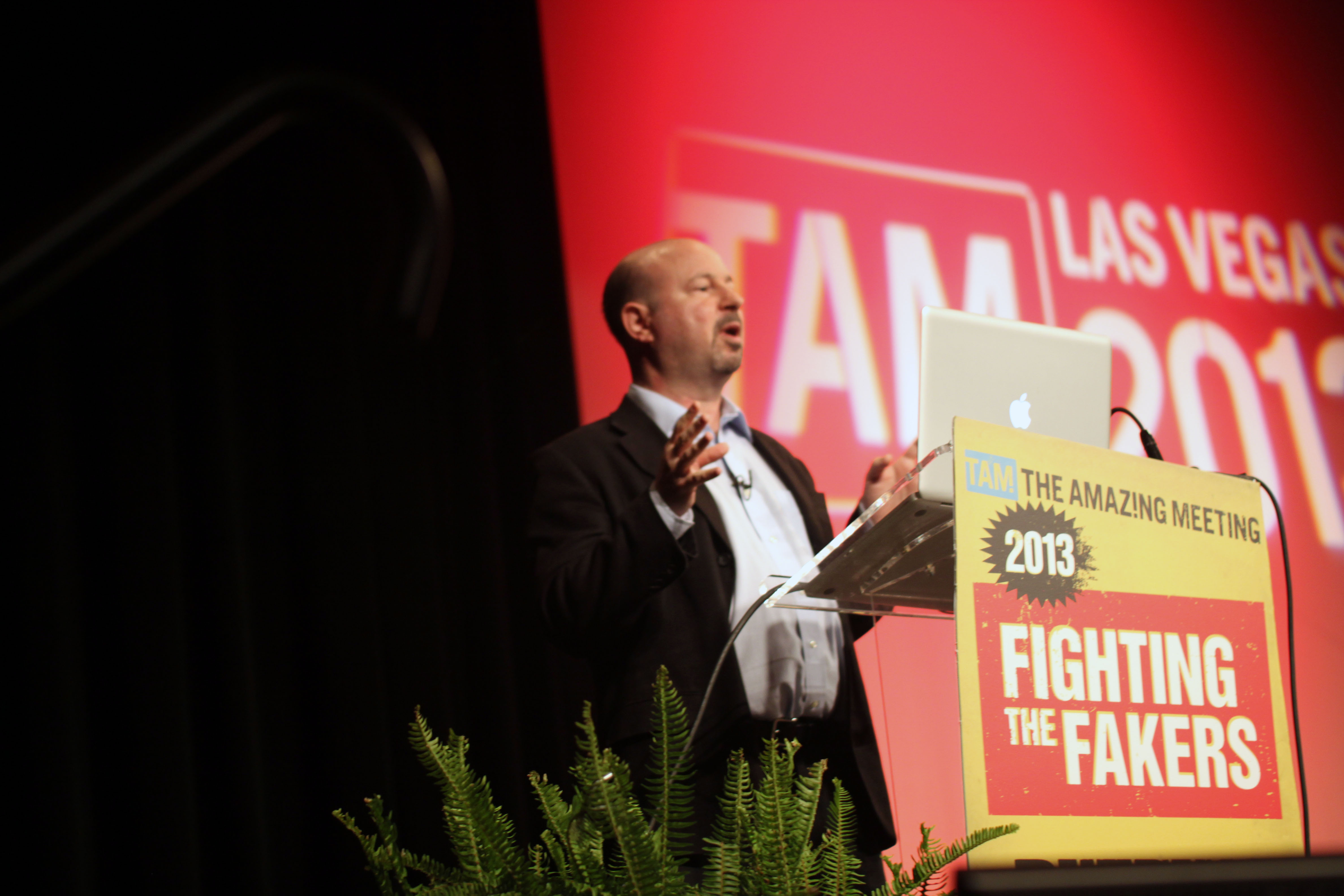
Michael Mann à une conférence dénonçant la pseudo-science et les tactiques vexatoires des climato-sceptiques de la droite américaine.

L'incident des courriels du Climatic Research Unit, une affaire résultant de la divulgation après un piratage d'un ensemble de courriels et de fichiers, datés entre 1996 et le 12 novembre 2009, attribués à des responsables du Climatic Research Unit (CRU) de l'université d'East Anglia et à leurs correspondants, l'implique indirectement. Fin 2009, à la veille de la conférence COP15 de Copenhague sur le climat, ses courriels ainsi que ceux d'un certain nombre d'autres climatologues ont aussi été piratés et publiés sur la Toile. La plupart des phrases, sorties de leur contexte, laissent penser à des manipulations. Plusieurs enquêtes sont menées contre lui, notamment à l'instigation de Joe Barton, sénateur républicain, de Ken Cuccinelli (républicain, procureur général de l'État de Virginie de 2010 à 2014) et de l'université Penn State où il est chercheur, mais elles le lavent de tout soupçon. Lorsque les choses s'emballent, il est même menacé physiquement.

D'après Michael Mann : 

« Nier le changement climatique anthropique ou l'évolution est devenu un test de passage pour le Parti républicain […]. C'est quelque chose d'assez nouveau et de très effrayant. »

En 2012, un groupe de réflexion libertarien et des blogueurs climatosceptiques, comme Rand Simberg et Mark Steyn, l'ont accusé d'avoir manipulé les données et comparé à un pédophile. Il leur a intenté une poursuite en diffamation. En février 2024, la Cour supérieure du district de Columbia a condamné les auteurs à lui verser un million de dollars en dommages.
Depuis 2020, Mann dit s'inquiéter de la propagation d'un discours alarmiste estimant que plus rien ne peut être sauvé en matière de climat et qu'il n'est plus possible d'empêcher ce dernier de conduire l'espèce humaine jusqu'à son extinction, discours dont il estime qu'il « méprise la science » et est aussi insidieux que ceux qui dénient la changement climatique.

## Notoriété
Mann fut président du comité d'organisation du colloque Frontières de la science de l'Académie nationale des sciences des États-Unis en 2003 ; il a reçu plusieurs honneurs et récompenses, dont la sélection par le Scientific American comme l'un des cinquante leaders de la science et de la technologie en 2002.
En 2012, il est intronisé Fellow de l'Union américaine de géophysique et reçoit la médaille Hans-Oeschger de l'Union européenne des géosciences. En 2013, il est élu membre de la Société météorologique américaine. La même année, il devient professeur distingué au Collège des sciences de la Terre et des minéraux de l'université d'État de Pennsylvanie.
Mann est l'auteur de plus de 200 publications dans des revues à comité de lecture. Il a également publié trois livres : Dire Predictions: Understanding Global Warming (« Prévisions sombres : comprendre le réchauffement climatique », 2008), The Hockey Stick and the Climate Wars: Dispatches from the Front Lines (« La crosse de hockey et les guerres du climat : dépêches de la ligne de front », 2012) et, avec le co-auteur Tom Toles, The Madhouse Effect: How Climate Change Denial is Threatening Our Planet, Destroying Our Politics, and Driving Us Crazy (« La maison de fous : comment le refus du changement climatique menace notre planète, détruit notre politique et nous conduit vers la folie », 2016).
Début 2019, il reçoit le Tyler Prize for Environmental Achievement, souvent présenté comme l'équivalent d'un prix Nobel de l'environnement, organisé par l'université de Californie du Sud, créé en 1973 par John et Alice Tyler pour récompenser les apports en science de l'environnement, en santé-environnement ou les progrès dans le domaine des énergies renouvelables et sûres.
En 2021, le film Don't Look Up, métaphore de l'incapacité des responsables politiques et du grand public à réagir face aux enjeux climatiques, s'inspire de lui pour le personnage principal joué par Leonardo DiCaprio.

## Publications (sélection)

### Articles
- (en) Mann M.E. et Lees J.M., « Robust estimation of background noise and signal detection in climatic time series », Climatic Change, vol. 33, no 3,‎ 1996, p. 409–445 (DOI 10.1007/BF00142586, Bibcode 1996ClCh...33..409M, lire en ligne [ps]).
- (en) M. E. Mann, R. S. Bradley et M. K. Hughes, « Global-scale temperature patterns and climate forcing over the past six centuries », Nature, vol. 392, no 6678,‎ 1998, p. 779–787 (DOI 10.1038/33859, Bibcode 1998Natur.392..779M, lire en ligne [PDF]).
- (en) M.E. Mann, R.S. Bradley et M.K. Hughes, « Northern hemisphere temperatures during the past millennium: inferences, uncertainties, and limitations », Geophysical Research Letters, vol. 26, no 6,‎ 1999, p. 759–762 (DOI 10.1029/1999GL900070, Bibcode 1999GeoRL..26..759M, lire en ligne [PDF]).
- (en) Shindell D.T., Schmidt G.A., Mann M.E., Rind D. et Waple A., « Solar forcing of regional climate change during the Maunder Minimum », Science, vol. 294, no 5549,‎ 2001, p. 2149–52 (PMID 11739952, DOI 10.1126/science.1064363, Bibcode 2001Sci...294.2149S, lire en ligne [PDF]).
- (en) M. E. Mann et P. D. Jones, « Global surface temperatures over the past two millennia », Geophysical Research Letters, vol. 30, no 15,‎ 2003, p. 1820–23 (DOI 10.1029/2003GL017814, Bibcode 2003GeoRL..30oCLM5M, lire en ligne [PDF]).
- (en) Mann M.E., « Defining Dangerous Anthropogenic Interference », Proc. Natl. Acad. Sci., vol. 106, no 11,‎ 2009, p. 4065–6 (PMID 19276105, PMCID 2657409, DOI 10.1073/pnas.0901303106, Bibcode 2009PNAS..106.4065M).
- (en) M. E. Mann, « The Serengeti strategy: How special interests try to intimidate scientists, and how best to fight back », Bulletin of the Atomic Scientists, SAGE, vol. 71, no 1,‎ 2015, p. 33–45 (DOI 10.1177/0096340214563674, lire en ligne, consulté le 9 janvier 2015).
- (en) Michael E. Mann et Stefan Rahmstorf, « Influence of Anthropogenic Climate Change on Planetary Wave Resonance and Extreme Weather Events », Scientific Reports, Springer Nature, vol. 7,‎ 27 mars 2017, p. 45242 (DOI 10.1038/srep45242, lire en ligne, consulté le 9 avril 2017).

### Ouvrages
- (en) M. E. Mann, R. S. Bradley et M. K. Hughes, « Long-term variability in the El Niño/Southern Oscillation and associated teleconnections », dans Henry F. Diaz et Vera Markgraf, El Niño and the southern oscillation : multiscale variability and global and regional impact, Cambridge ; New York, NY Cambridge University Press, 2000, 357–413 p. (ISBN 978-0-521-62138-0, lire en ligne).
- (en) Michael Mann et Lee R. Kump, Dire predictions : understanding global warming, DK, 2008, 208 p. (ISBN 978-0-7566-3995-2 et 0-7566-3995-6).
- (en) Michael Mann, The Hockey Stick and the Climate Wars : Dispatches from the Front Lines, Columbia University Press, 2012, 395 p. (ISBN 978-0-231-15254-9, lire en ligne).
- (en) Michael Mann et Lee R. Kump, Dire predictions : understanding global warming, DK, 2015, 2e éd., 224 p. (ISBN 978-1-4654-3364-0).
- (en) Michael Mann et Tom Toles, The Madhouse Effect : How Climate Change Denial Is Threatening Our Planet, Destroying Our Politics, and Driving Us Crazy, New York, Columbia University Press, 2016, 186 p. (ISBN 978-0-231-17786-3). ((en) « A preview of The Madhouse Effect », National Center for Science Education (consulté le 30 septembre 2017).)